# Kloster Lucedio
Kloster Lucedio (Santa Maria di Lucedio) ist eine ehemalige Zisterzienserabtei im Piemont, Italien. Es liegt in der Gemeinde Trino in der Provinz Vercelli in der Nähe des Flusses Po.

## Geschichte

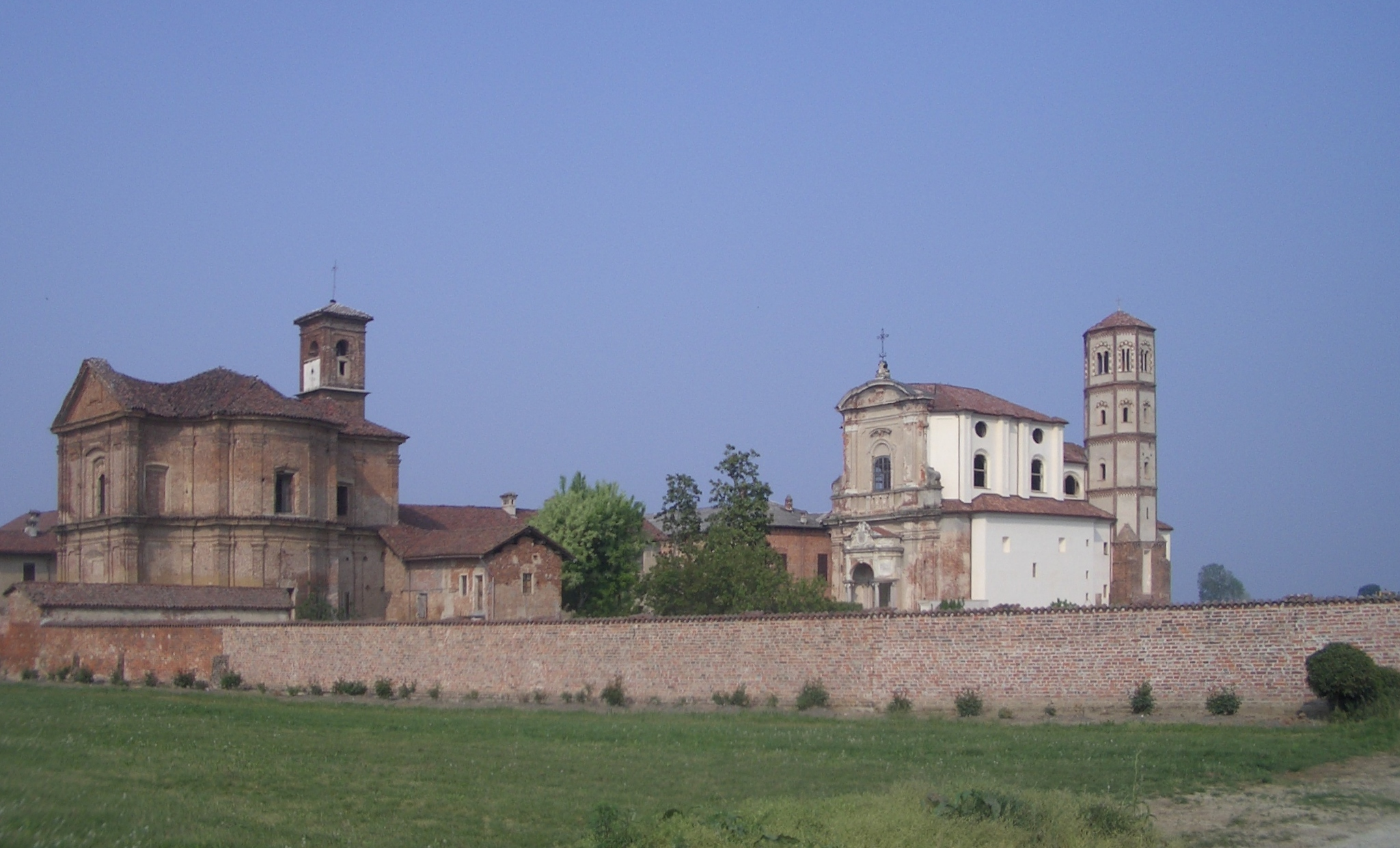
Gesamtansicht

Am 21. März 1124 wurde das Kloster von Ranieri di Monferrato als zweites Tochterhaus der Primarabtei La Ferté gegründet, möglicherweise an der Stelle einer früheren Benediktinerabtei. Der Name der neuen Abtei leitet sich von einem Wald namens Locez ab. Die Abtei gewann schnell große landwirtschaftliche Bedeutung. Der dritte Abt, Pietro I., wurde 1147 Bischof von Pavia. Der Abt Pietro II., der den Markgrafen Bonifatius I. von Montferrat auf dem Vierten Kreuzzug begleitet und 1204 zu den Wahlmännern des lateinischen Kaisers von Konstantinopel gehört hatte, wurde 1205 Abt von La Ferté, später Erzbischof von Thessaloniki und 1209 als Peter III. Patriarch von Antiochien. Sein Nachfolger wurde 1205 der später seliggesprochene Oglerio.
Lucedio war Mutterkloster von Kloster Chiaravalle d’Ancona (1147, umstritten), Kloster Rivalta Scrivia (1181) und Kloster Chortaiton bei Thessaloniki (1214). Peter III. bemühte sich um die Gründung eines Zisterzienserklosters im Fürstentum Antiochia. Dies gelang ihm schließlich, als er das bereits bestehende, jedoch noch keinem Orden angehörige Kloster St. Georg von Jubin 1214 mit Hilfe eines Gründungskonvents aus Lucedio in den Orden der Zisterzienser überführte.
Im 15. Jahrhundert führten die Zisterzienser den Reisanbau ein. Im Jahr 1457 wurde Lucedio von Papst Kalixt III. in Kommende gegeben. Unter dem Kommendatarabt Francesco Kardinal Gonzaga schloss sich das Kloster der lombardischen Zisterzienserkongregation an. Im Jahr 1784 erfolgte die Umwandlung in eine Kommende des Ordens der Heiligen Mauritius und Lazarus, 1786 verzogen die Mönche in das aufgehobene Jesuitenkolleg von Castelnuovo Scrivia. 1792 übergab der Orden die Kommende als Landgut dem Herzog von Aosta und späteren König Viktor Emanuel I.
Nach der französischen Besetzung Piemonts ging Lucedio an Napoleon über, der es durch einen Erlass 1807 seinem Schwager Fürst Camillo Borghese, dem damaligen Hauptstatthalter von Piemont, übergab. 1822 übernahm der Marchese Giovanni Gozani di San Giorgio die Kontrolle Lucedios (ein Ahne der derzeitigen Besitzerin), der das Landgut 1861 seinerseits dem Marchese Raffaele de Ferrari, Herzog von Galliera, abtrat. Ihm wurde der Titel Fürst von Lucedio verliehen, seine Frau Maria Brignole Sale De Ferrari hinterließ der Stadt Genua ihre große Kunstsammlung. 1937 wurde schließlich der gesamte Komplex von Graf Paolo Cavalli d’Olivola, dem Vater der heutigen Besitzerin und Managerin Gräfin Rosetta Clara Cavalli d’Olivola Salvadori di Wiesenhoff, erworben.

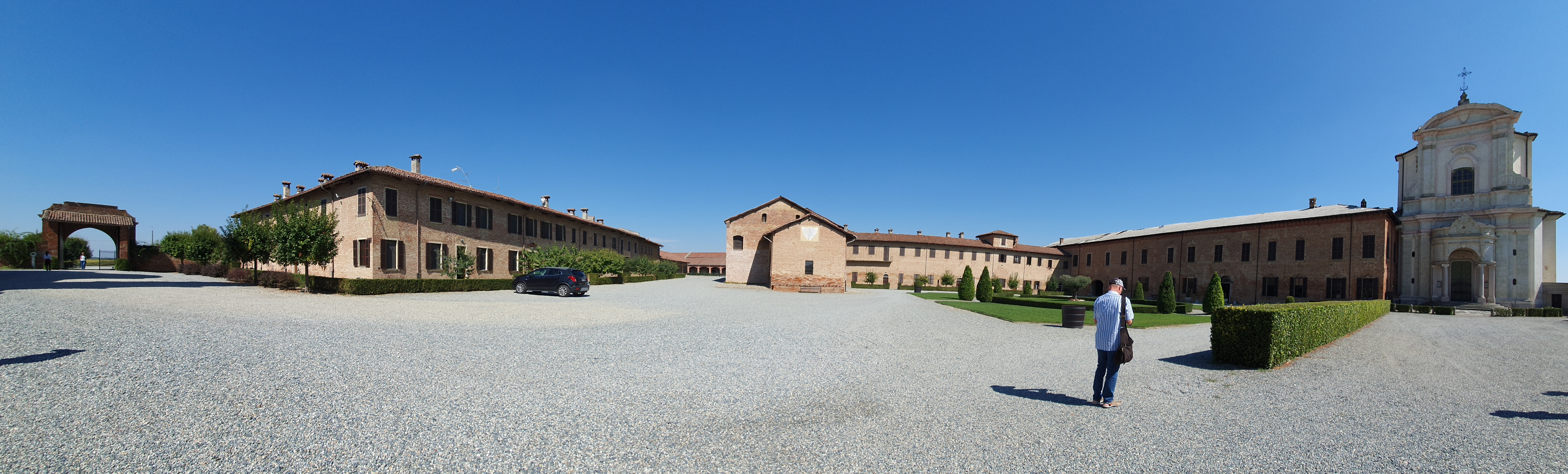
Landgut Principato di Lucedio: Innenhof mit Eingangstor, Büro-, Wirtschafts- und musealen Klostergebäuden und der Kirche Santa Maria

Das Landgut (italienisch L’azienda agricola) mit dem Namen Principato di Lucedio (Fürstentum Lucedio) produziert heute vor allem Reis.

## Entdeckung des Reises

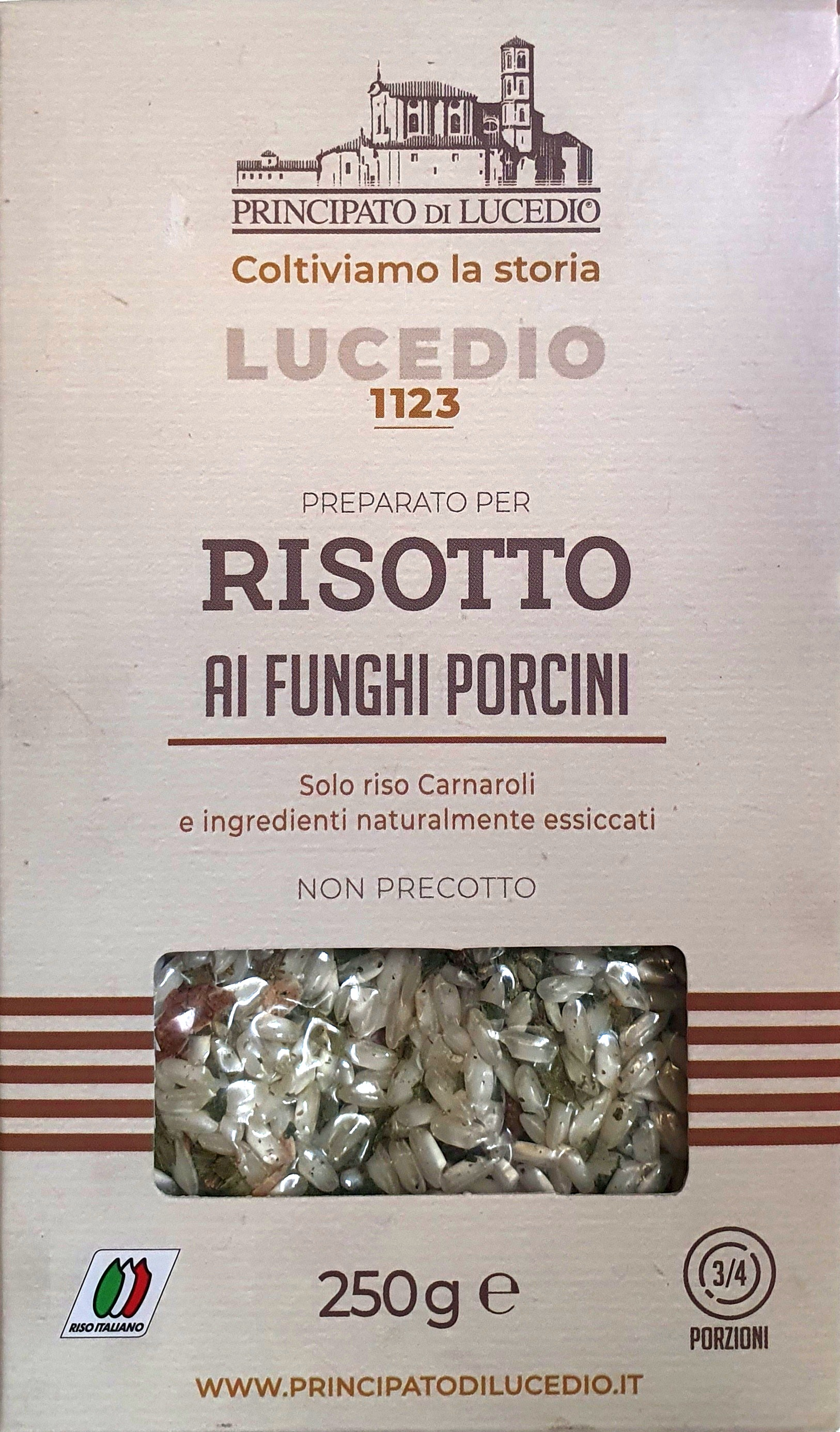
Verpackung von Risotto mit Steinpilzen aus dem Principato di Lucedio

Die Zisterziensermönche, die mit dem Reisanbau im 15. Jahrhundert begannen, vollbrachten eine grandiose und geniale Arbeit von großer wirtschaftlicher und sozialer Bedeutung. Im Mittelalter war die Ebene von Vercelli ungesund, unwirtlich, sumpfig und es wuchs dort dichter Busch. Mit großer Anstrengung und Hingabe haben die Mönche das Land abgeholzt und gerodet und das Wasser kanalisiert, um den Anbau von Reis zu ermöglichen, einer damals noch wenig bekannten Pflanze. Es versteht sich von selbst, dass dieses Werk für die Wirtschaft von Vercelli von grundlegender Bedeutung war.

## Legenden um Lucedio
Der Name „Lucedio“ könnte „Licht Gottes“ oder vielleicht „Gott des Lichts“ oder Luzifer bedeuten. Es gibt unterschiedliche Theorien, die versuchen, dem Namen eine Bedeutung zu geben.
Die mittelalterliche Atmosphäre, die man beim Betreten der Höfe, des Refektoriums und vor allem des Kapitelsaals spürt, ist wahrscheinlich die Grundlage für die zahlreichen Legenden, die in dieser Abtei spielen. Legenden erzählen von geheimen Krypten, von mumifizierten Körpern von Äbten, die auf kreisförmig angeordneten Thronen sitzen, von unterirdischen Flüssen und von einer Säule, die wegen der Schrecken, deren stiller Zeuge sie gewesen war, Tränen vergießt.

## Anlage und Bauten

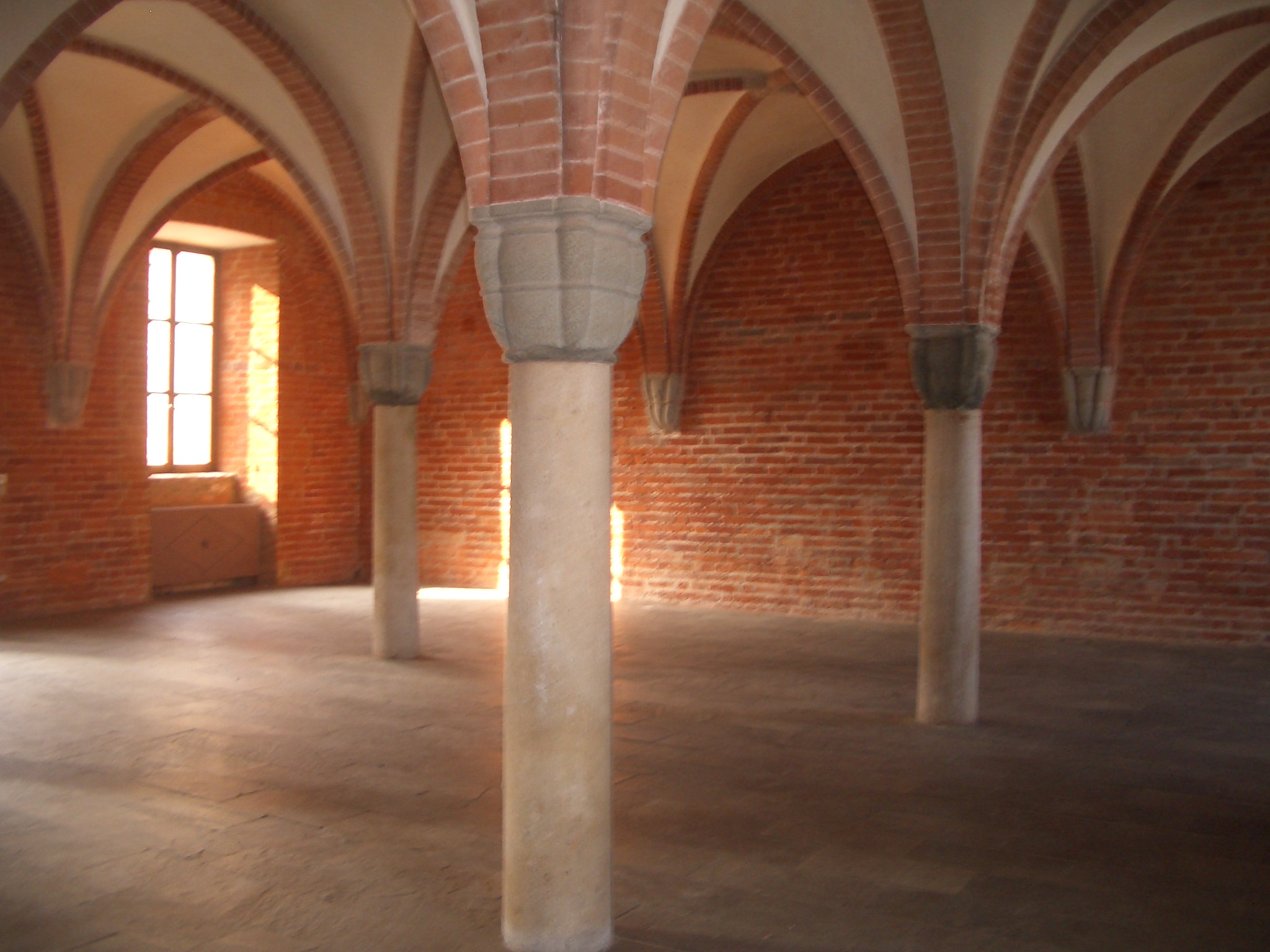
Der ehemalige Kapitelsaal

Die Klosterkirche Santa Maria (jetzt Pfarrkirche) wurde als barocker Saalbau 1769 erneuert. Sie ist baufällig und kann zurzeit nicht besichtigt werden (Stand 2018). Erhalten ist noch der ursprüngliche Campanile auf romanischem Unterbau aus der Zeit um 1170. Der achteckige Schaft ist auf die erste Hälfte des 13. Jahrhunderts zu datieren. Von der Klausur ist der quadratische Kapitelsaal mit neun Jochen über vier Säulen aus der Mitte des 12. Jahrhunderts (ähnlich wie in Kloster Rivalta Scrivia) erhalten. Auch die Fremdenherberge vom Ende des 13. Jahrhunderts ist erhalten. In der Umgebung befinden sich mehrere ehemalige Grangien.